# 瓦尔特兰帝国大区
瓦尔特兰帝国大区（德語：Reichsgau Wartheland），也稱作瓦爾特高（Warthegau），原名波森帝國大區（Reichsgau Posen），是纳粹德国的帝国大区，由1939年闪击波兰后所吞并的部分波兰领土组成，包括大波兰地区和邻近地区。
波森帝國大區名稱源自於首府城市波森（波茲南），而瓦爾特蘭帝國大區名稱源自於境內主要河流瓦爾特河（瓦爾塔河）。